# Anthostomellina carpinea
Anthostomellina carpinea är en svampart som beskrevs av L.A. Kantsch. 1928. Anthostomellina carpinea ingår i släktet Anthostomellina, divisionen sporsäcksvampar och riket svampar.   Inga underarter finns listade i Catalogue of Life.